# Rodri
Rodrigo Hernández Cascante (født 22. juni 1996), kendt som Rodri eller Rodrigo, er en spansk professionel fodboldspiller, som spiller for Premier League-klubben Manchester City og det spanske landshold.
Rodri er defensiv midtbanespiller. Han debuterede for det spanske landshold i 2018 og var med ved EM 2020. Han vandt Ballon d'Or for bedste mandlige spiller i 2024 og anses som en af de bedste spillere i verden.

## Klubkarriere

### Villarreal
Rodri er født i Madrid og kom til Atlético Madrids ungdomsafdeling fra CF Rayo Majadahonda som 11-årig i 2007. Han blev fritstillet i 2013 på grund af "manglende fysisk styrke", hvorefter han skrev kontrakt med Villarreal CF.
7. februar 2015, mens han stadig var juniorspiller, fik Rodri sin seniordebut for reserveholdet, da han blev indskiftet i en 3–1 sejr ude mod RCD Espanyol B i Segunda División B. 15 dage senere startede han inde i en 2–0 sejr over Real Zaragoza B.
Rodri fik sin førsteholdsdebut 17. december 2015, da han startede inde i en hjemmesejr på 2–0 mod SD Huesca i pokalturneringen Copa del Rey. Hans første kamp i La Liga var 17. april 2016, da han kom ind i 2. halvleg i et 1–2 nederlag ude til Rayo Vallecano.
4. december 2017, da han allerede var blevet stamspiller, forlængede han sin kontrakt til 2022. Han scorede sit første mål 18. februar 2018, i en 1–1 kamp mod RCD Espanyol.

### Atlético Madrid
24 maj 2018 købte Atlético Rodri tilbage fra Villarreal for en overgangssum på 20 millioner Euro + yderligere 5 millioner i variable tillæg. Rodri underskrev en kontrakt på fem år, for a fee in the region of €20 million plus 5 million in variables. Han fik sin debut 15. august i UEFA Super Cup i Tallinn, hvor han spillede de første 71 minutter i en 4–2 sejr efter forlænget spilletid over rivalerne fra Real Madrid.

### Manchester City

#### 2019–20 sæson
3. juli 2019 indfriede Manchester City Rodris frikøbsklausul på £62.6 millioner, og skrev en fem-års kontrakt med Rodri. Det var Manchester Citys hidtil største spillerkøb. Rodri fik sin debut i FA Community Shield 4. august 2019 på Wembley Stadium, da han spillede 90 minutter i en kamp, som City vandt på straffepark efter 1–1 i den ordinære tid mod Liverpool. Han fik sin debut i Premier League seks dage senere i en 5–0 sejr ude mod West Ham United. 14. september scorede han sit første mål i et 2–3 nederlag ude mod Norwich City.
Oktober 2019 blev det annonceret, at han ville være ude en måned på grund af en forstrækning i låret.
1. Marts 2020 vandt City Ligacuppen på Wembley Stadium. da de slog Aston Villa 2–1 i finalen. Rodri scorede Citys andet mål på hovedstød efter et hjørnespark.

#### 2020–21 sæson
13. februar 2021 scorede Rodri Citys førstemål på straffespark i en 3–0 sejr over Tottenham Hotspur.
2021–22 sæson
Trods sin position som defensiv midtbanespiller scorede Rodri flere vigtige mål. Hans mål i en 3–0 sejr over Everton blev kåret til månedens mål i Premier League i november 2021. 22. maj 2022 scorede Rodri det udlignende mål til 2–2 mod Aston Villa, i en kamp Man City endte med at vinde 3–2 og dermed slog Liverpool i kampen om Premier League titlen.

## Landsholdskarriere
Rodri har spillet på de spanske ungdomslandshold  U16, U19 and U21. 16. marts 2018 blev Rodri udtaget til det rigtige landshold til to venskabskampe mod Tyskland og Argentina. Han fik sin debut fem dage senere, da han sent kom ind i stedet for Thiago Alcântara, i en kamp mod Tyskland i Düsseldorf, der endte 1-1.
24. maj 2021 blev Rodri udtaget til Luis Enriques 24-mands trup til EM 2020.